# Шисо
Шисо (фр. Chisseaux) је насељено место у Француској у региону Центар, у департману Ендр и Лоара.
По подацима из 2011. године у општини је живело 631 становника, а густина насељености је износила 53,47 становника/km².

## Демографија
| 1962. | 1968. | 1975. | 1982. | 1990. | 2011. |
| ----- | ----- | ----- | ----- | ----- | ----- |
| 613   | 618   | 612   | 519   | 522   | 631   |